# Niels William
Niels William (eigentlich William Vaesen; * 20. November 1974 in Belgien) ist ein flämischer Sänger, Manager und Inhaber einer Künstleragentur in Gent.

## Leben

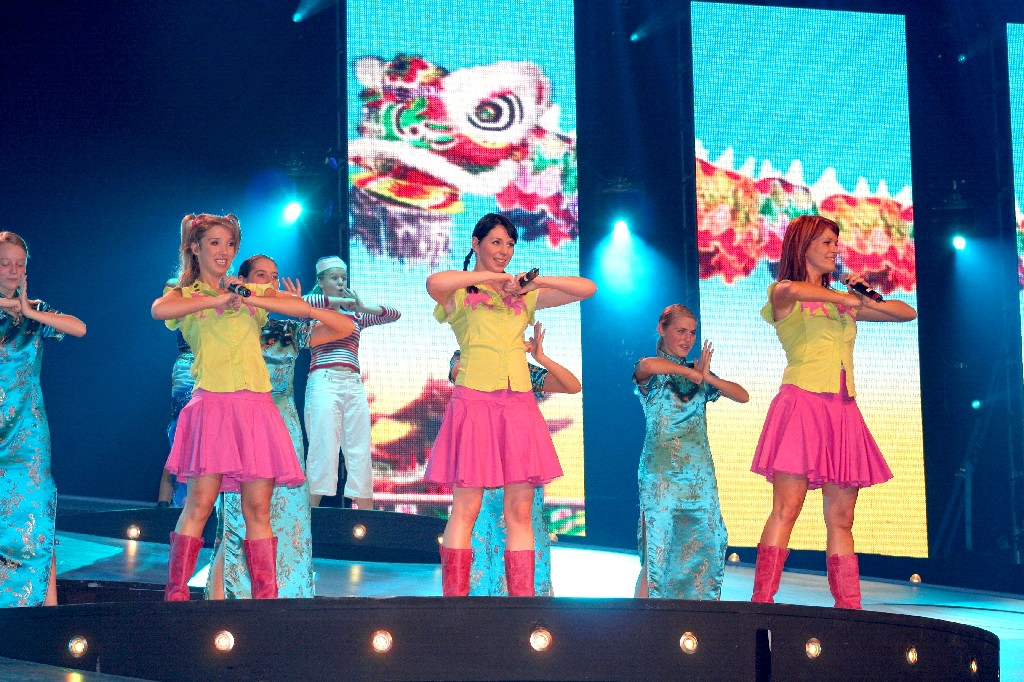
Die belgische Band K3, die von Niels William aufgebaut und gemanagt wurde, auf einem Konzert 2006.

Niels William trat bereits als Jugendlicher unter dem Pseudonym Danny De Munck in zahlreichen Soundmixshows, in denen Sänger mit Coverversionen gegeneinander antreten, auf und nahm auf eigene Kosten verschiedene Singles auf, die jedoch erfolglos blieben. Er studierte an der Showbizzschool in Oostende, wo er von seinem dortigen Lehrer Frank Dingenen entdeckt wurde. Zusammen nahmen sie 1991 das Duett „Dat goed gevoel“ auf, mit dem sie auf Platz 1 der belgischen Hitparade landeten. Niels William wurde beim Musikfestival „Radio 2 Zomerhit“ 1992 als bester neuer Künstler ausgezeichnet. Es folgten die Singles „Blijf bij mij“ und „Drie minuten“, bevor 1992 Niels Williams erstes Album „Op zoek“ herauskam. Die Zusammenarbeit mit Marc Van Beveren im folgenden Jahr ließ auch Niels Williams folgende Arbeiten erwachsener klingen. Das zweite Album „Bij nader inzien“ erschien 1994, die Single „Zie ze doen“ wurde beim „Radio 2 Zomerhit“ als beste niederländischsprachige Single ausgezeichnet. Es handelt sich dabei um ein Cover des türkischen Songs Şıkıdım von Tarkan. Im Jahr 1996 nahm er gemeinsam mit Lisa del Bo, Bart Kaëll und Helmut Lotti den Titel „The Great Pretender“ für das belgische Hilfsprogramm Levenslijn auf. Das dritte Album „Postbus 46“ erschien im selben Jahr, bevor es still um Niels William wurde.
Bereits 1994 hatte er bei Radio Donna als Moderator gearbeitet, im Jahr 1999 wurde er Moderator für die Sendung „Golfbreker“ des belgischen Senders Radio 2. Im Jahr 2000 gab er das Radioprogramm auf, da er inzwischen die belgische Band K3 aufgebaut hatte, deren Manager er wurde. Zwei Jahre später verließ er das Management der Band und ging nach Südafrika, um sich dort ein neues Leben aufzubauen. Er wurde Manager der Band X4, kehrte jedoch nach familiären Problemen 2006 nach Belgien zurück, wo er wieder als Manager arbeitete. In Gent eröffnete er eine Künstleragentur und betreut dort Bands und Künstler wie Milk Inc., Afi Oubaibra, Casa Creola und Marjolein Lecluyze.

## Diskografie

### Alben
- 1992: Op zoek
- 1994: Bij nader inzien
- 1996: Postbus 46

### Kompilationen
- 1995: De Singles... En Meer

### Singles
- 1991: Dat goed gevoel (mit Frank Dingenen)
- 1992: Blijf bij me
- 1992: Drie minuten
- 1992: Geen sterren zonder maan
- 1992: Un, deux, trois!
- 1994: Breek los!!!
- 1994: Koninklijke suite
- 1994: De reis
- 1994: Ik red me wel
- 1995: Neem m'n liefje
- 1995: Eén laatste nacht
- 1995: Zie ze doen (Original: Tarkan – Şıkıdım)
- 1996: Haal me uit die droom
- 1996: Ik neem je mee
- 1996: Zonder jou
- 1999: Golfbreker... 't Is Feest